# Al Bano et Romina Power
Al Bano et Romina Power sont un duo italien formé en 1975 par Albano Carrisi et Romina Power.
Le duo a eu de nombreux succès en Italie ainsi qu'en Europe continentale au cours de sa carrière. Parmi leurs succès internationaux les plus connus, on peut citer Felicità, Ci sarà, Sharazan, Tu, soltanto tu et Sempre sempre. Le duo a principalement enregistré en italien, mais a également enregistré des disques en espagnol et en français.
Le duo a participé cinq fois au festival de Sanremo, gagnant en 1984 avec la chanson Ci sarà, et a participé deux fois au Concours Eurovision de la chanson, en 1976 avec la chanson We'll Live It All Again (Lo rivirei), dont la version française T'aimer encore une fois a été un succès en France, et en 1985 avec la chanson Magic Oh Magic.
Al Bano et Romina Power se sont séparés et ont divorcé en 1999, mais se sont réunis professionnellement en 2013.

## Discographie

### Albums studio
| Date | Titre                        | Classements | Classements | Classements | Classements |
| Date | Titre                        | ITA         | AUT         | ALL         | P-B         |
| ---- | ---------------------------- | ----------- | ----------- | ----------- | ----------- |
| 1975 | Atto I                       | —           | —           | —           | —           |
| 1977 | 1978                         | —           | —           | —           | —           |
| 1979 | Aria pura                    | —           | —           | —           | —           |
| 1982 | Felicità                     | 4           | —           | 17          | 39          |
| 1982 | Che angelo sei               | —           | —           | 34          | —           |
| 1984 | Effetto amore                | —           | —           | —           | —           |
| 1986 | Sempre sempre                | —           | 3           | —           | —           |
| 1987 | Libertà!                     | —           | 10          | 35          | —           |
| 1988 | Fragile                      | —           | 28          | 53          | —           |
| 1990 | Fotografia di un momento     | —           | 10          | —           | 53          |
| 1990 | Weihnachten bei uns zu Hause | —           | —           | —           | —           |
| 1993 | Notte e giorno               | —           | 31          | 58          | —           |
| 1995 | Emozionale                   | —           | 13          | 62          | —           |

### Compilations

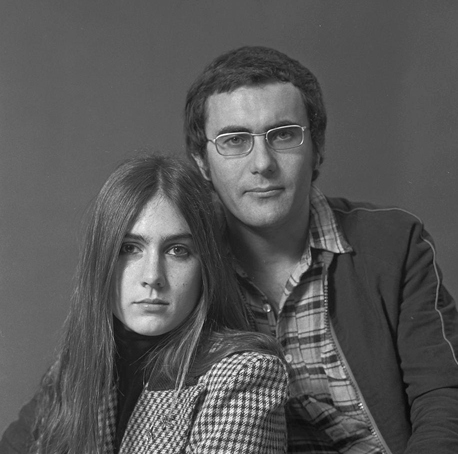
Al Bano et Romina Power pendant l'Eurovision 1976

.
| Date | Titre                           | Classements | Classements | Classements | Classements |
| Date | Titre                           | AUT         | FRA         | ALL         | P-B         |
| ---- | ------------------------------- | ----------- | ----------- | ----------- | ----------- |
| 1982 | 16 chansons, 16 succès          | —           | 23          | —           | —           |
| 1983 | Amore mio                       | 6           | —           | 3           | 37          |
| 1991 | Vincerai                        | 27          | —           | 24          | —           |
| 2015 | The Very Best – Live aus Verona | 71          | —           | 82          | —           |

### Singles
| Année | Titre                                                           | Classements | Classements | Classements | Classements | Classements | Classements | Classements | Album                        |
| Année | Titre                                                           | ITA,        | AUT         | BEL         | FRA         | ALL         | P-B         | SUI         | Album                        |
| ----- | --------------------------------------------------------------- | ----------- | ----------- | ----------- | ----------- | ----------- | ----------- | ----------- | ---------------------------- |
| 1970  | Storia di due innamorati                                        | 7           | —           | —           | —           | —           | —           | —           | A cavallo di due stili       |
| 1975  | Dialogo                                                         | 6           | —           | —           | —           | —           | —           | —           | Atto I                       |
| 1976  | We'll Live It All Again (Lo riviveri) / T'aimer encore une fois | —           | —           | —           | 2           | —           | —           | —           | 1978                         |
| 1976  | Des nuits entières                                              | —           | —           | —           | 3           | —           | —           | —           | Des nuits entières           |
| 1977  | Prima notte d'amore                                             | —           | —           | —           | 19          | —           | —           | —           | 1978                         |
| 1979  | Et je suis à toi                                                | —           | —           | —           | —           | —           | —           | —           | NC                           |
| 1979  | Aria pura                                                       | —           | —           | —           | —           | —           | —           | —           | Aria pura                    |
| 1981  | Sharazan (en)                                                   | 2           | —           | 14          | —           | 7           | 15          | 1           | Felicità                     |
| 1982  | Felicità                                                        | 1           | 9           | 7           | 10          | 6           | 18          | 3           | Felicità                     |
| 1982  | Tu, soltanto tu (Mi hai fatto innamorare)                       | 14          | 16          | —           | 40          | 16          | —           | 5           | Che angelo sei               |
| 1982  | Che angelo sei (Amore mio)                                      | —           | —           | —           | —           | 35          | —           | —           | Che angelo sei               |
| 1984  | Ci sarà                                                         | 1           | 13          | —           | —           | 51          | —           | 7           | Effetto amore                |
| 1984  | Canzone blu                                                     | —           | —           | —           | —           | 57          | —           | —           | Effetto amore                |
| 1984  | Al ritmo de beguine (Ti amo)                                    | —           | —           | —           | —           | —           | —           | —           | Effetto amore                |
| 1985  | Magic Oh Magic (en)                                             | —           | —           | —           | —           | —           | —           | —           | NC                           |
| 1986  | Sempre sempre                                                   | 47          | 3           | —           | —           | 33          | —           | —           | Sempre sempre                |
| 1987  | Nostalgia canaglia                                              | 4           | —           | —           | —           | —           | —           | —           | Sempre sempre                |
| 1987  | Libertà!                                                        | 10          | —           | —           | —           | —           | 36          | —           | Libertà!                     |
| 1988  | Makassar                                                        | —           | 20          | —           | —           | —           | —           | —           | Libertà!                     |
| 1988  | Fragile                                                         | —           | —           | —           | —           | —           | 76          | —           | Fragile                      |
| 1989  | Cara terra mia                                                  | 33          | —           | —           | —           | —           | —           | —           | Fragile                      |
| 1989  | Donna                                                           | —           | —           | —           | —           | —           | —           | —           | Fragile                      |
| 1990  | Donna per amore                                                 | —           | 21          | —           | —           | —           | 52          | —           | Fotografia di un momento     |
| 1990  | Bussa ancora                                                    | —           | —           | —           | —           | —           | —           | —           | Fotografia di un momento     |
| 1990  | Fotografia                                                      | —           | —           | —           | —           | —           | —           | —           | Fotografia di un momento     |
| 1990  | Un altro Natale                                                 | —           | —           | —           | —           | —           | —           | —           | Weihnachten bei uns zu Hause |
| 1991  | Oggi sposi                                                      | 8           | —           | —           | —           | —           | —           | —           | Le più belle canzoni         |
| 1991  | Vincerai                                                        | —           | —           | —           | —           | 65          | —           | —           | Vincerai                     |
| 1993  | Domani, domani                                                  | —           | —           | —           | —           | 72          | —           | —           | Notte e giorno               |
| 1993  | (Torneremo a) Venezia                                           | —           | —           | —           | —           | —           | —           | —           | Notte e giorno               |
| 1993  | Sha-E-O                                                         | —           | —           | —           | —           | —           | —           | —           | Notte e giorno               |
| 1995  | Na na na                                                        | —           | —           | —           | —           | —           | —           | —           | Emozionale                   |
| 1995  | Impossibile                                                     | —           | —           | —           | —           | —           | —           | —           | Emozionale                   |
| 1996  | Anno 2000                                                       | —           | —           | —           | —           | —           | —           | —           | Ancora... Zugabe             |
| 1997  | Ma il cuore no                                                  | —           | —           | —           | —           | —           | —           | —           | Ancora... Zugabe             |